# Afiq Fazail
Muhammad Afiq bin Fazail (* 29. September 1994 in Pontian, Johor) ist ein malaysischer Fußballspieler.

## Karriere

### Verein
Aus der Jugend von Johor FA kommend, spielte Fazail ab Anfang 2014 für Harimau Muda B, welche die malaysische U-21-Nationalmannschaft auf Vereinsebene im Ligabetrieb repräsentierte. Ab der Saison 2015 war er zurück bei Johor FA und spielte in dieser und der nächsten Spielzeit für deren U-23-Mannschaft. Seit der Spielzeit 2017 ist er Teil der ersten Mannschaft. Mit dieser wurde er seitdem sieben Mal Meister, drei Mal FA Cup Gewinner, zweimal Gewinner des national Pokals und einmal Gewinner des Piala Sumbangsih.

### Nationalmannschaft
Seinen ersten Einsatz für die A-Nationalmannschaft von Malaysia hatte Fazail am 10. November 2017 bei einer 1:4-Niederlage gegen Nordkorea während der Qualifikation für die Asienmeisterschaft 2019. Er stand in der Startelf und wurde zur 67. Minute für Nor Azam Azih ausgewechselt. Ende März 2018 war er bei einem Freundschaftsspiel im Einsatz. Ende 2019 folgten zwei Einsätze in der Qualifikation für die Weltmeisterschaft 2022.
Erst vier Jahre später kam er erneut in einem Qualifikationsspiel zum Einsatz.
Zur Asienmeisterschaft 2024 wurde er am 19. Dezember 2023 für den finalen Turnierkader nominiert.

## Erfolge
- Malaysischer Meister: 2017, 2018, 2019, 2020, 2021, 2022, 2023
- Malaysischer Cup-Sieger: 2017, 2019, 2022, 2023
- Malaysischer Supercup-Sieger: 2018, 2019, 2020, 2021 2022, 2023
- Malaysischer-FA-Cup-Sieger: 2022, 2023,  2024